# Chaubardia
Chaubardia is een geslacht van vijf soorten orchideeën uit de onderfamilie Epidendroideae.
Het zijn kleine tot middelgrote epifytische of terrestrische planten van rivieroevers in zeer vochtige en beschaduwde tropische laaglandregenwouden en montane regenwouden uit Zuid-Amerika, voorzien van voor de subtribus ongewone pseudobulben en een grote bloem met een opvallend getande callus.

## Naamgeving en etymologie
- Synoniem: Hoehneella Ruschi 1945

Chaubardia is vernoemd naar de Franse botanicus S.B. Chaubard.

## Kenmerken
De soorten zijn zeer kleine tot middelgrote epifytische planten met een sympodiale groei, twee rijen elkaar overlappende, waaiervormige geplaatste, lijnlancetvormige bladeren, kleine maar duidelijk zichtbare of tussen de bladscheden verborgen, eivormige pseudobulben, en een okselstandige, rechtstaande bloeistengel met een eenbloemige aar.
De bloemen zijn groot, geheel geopend en vlak uitgespreid, met gelijkvormige kelkbladen en kroonbladen. De bloemlip is ovaal tot ruitvormig, en draagt een opvallende getande of geribde callus. Het gynostemium is gebogen, aan beide zijden breed gevleugeld, dikwijls met een bedekt clinander en draagt vier pollinia in twee ongelijke paren.

## Taxonomie
Chaubardia lijkt wat de morfologie van de bloem betreft in alle opzichten op het geslacht Huntleya, zodat ze dikwijls als één worden beschouwd. Desondanks bevestigt DNA-onderzoek uit 2005 door Whitten et al. dat beide geslachten enkel indien apart gehouden monofyletisch zijn.
Het geslacht omvat vijf soorten. De typesoort is Chaubardia surinamensis.

### Soortenlijst
- Chaubardia gehrtiana (Hoehne) Garay (1969)
- Chaubardia heloisae (Ruschi) Garay (1969)
- Chaubardia heteroclita (Poepp. & Endl.) Dodson & D.E.Benn. (1989)
- Chaubardia klugii (C.Schweinf.) Garay (1973)
- Chaubardia surinamensis Rchb.f. (1852)